# دو غردان خونسرخ (غتشين)
دو غردان خونسرخ (بالفارسية: دوگردان خونسرخ) هي قرية تقع في إيران في هرمزغان. يقدر عدد سكانها بـ 1,581 نسمة .